# Procesión del Santo Entierro (Salamanca)
La Procesión del Santo Entierro es un desfile religioso penitencial que se celebra en Salamanca la tarde del Viernes Santo. Se organiza desde 1615 y su cofradía titular es la Vera Cruz. Es la procesión de Semana Santa más antigua que conserva la ciudad.

## Historia

### Instauración y periodo barroco (1615-1805)
La Procesión del Santo Entierro se instauró por la Cofradía de la Vera Cruz. Se celebró por primera vez en 1615, al aprobarse por el Ilmo. Sr. D. Luis Fernández de Córdoba Portocarrero, Obispo de Salamanca, las Ordenanzas del Acto del Descendimiento y Procesión del Santo Entierro, realizándose a continuación del Acto del Descendimiento.
La planta procesional original del desfile era extremadamente solemne, y el elemento alegórico era predominante. Abrían la procesión los muñidores y atabaleros de la cofradía, los Niños Cantores del Colegio de la Doctrina con su bandera negra, y cuatro banderas negras más con los lemas de los cuatro continentes conocidos hasta entonces: Europa, Asia, África y América. El primero de los pasos era un paso alegórico, debido a la gubia de Pedro Hernández que representaba una cruz desnuda con la muerte blandiendo una guadaña a sus pies. Varios trompeteros tocaban a clamor. En lugar principal iba el Santo Sepulcro con la imagen de Cristo Nuestro Bien bajo palio morado y siguiendo el cuerpo del Señor desfilaban sobre tablero la Virgen y San Juan, también de Pedro Hernández, y que figuran en el grupo del Descendimiento. El resto de la procesión lo formaban de religiosos, devotos y cofrades. Vestían estos últimos hábito penitencial negro, con el rostro cubierto con verdugo.
La procesión partía de la Vera Cruz, y hacía estación en la Catedral, en la Rúa, en el Consistorio, Monterrey y San Francisco. En 1617 la Universidad solicitó a la Cofradía que pasase por su claustro, de modo que el Santo Sepulcro pudiese hacer estación en la Capilla Universitaria. Esta estación, última que realizó la procesión, se mantuvo hasta 1966.
Durante el largo periodo barroco la Procesión del Santo Entierro fue experimientando cambios, siendo los más notables la incorporación de mejores pasos procesionales. En 1754 se incorporó la imagen de la Santísima Virgen de los Dolores, realizada varios años antes por Felipe del Corral para la Capilla de la Vera Cruz. Esta portentosa imagen relegó el paso de la Virgen y San Juan.
En algún momento, se introdujo en la procesión la figura del Judas, un monigote al que el pueblo insultaba por haber vendido a Cristo. Esta figura alegórica fue prohibida en 1777.
Las cofradías que se fueron creando con posterioridad a 1615 quedaron supeditadas a la Vera Cruz en lo tocante a la organización de los desfiles. No afectó esto a la organización del Santo Entierro puesto que la otra cofradía participante, la Congregación de Jesús Nazareno, salía el Jueves Santo.

### La Procesión General del Santo Entierro (1806-2012)
Entre 1806 y 2012, la Procesión del Santo Entierro integró los desfiles de distintas cofradías, con una estructura que fue variando a lo largo de los años.

#### La Ilustración: La instauración de la Procesión General
La Procesión General del Santo Entierro de Salamanca se organizó por primera vez en 1806 a instancias del Obispo Tavira y se celebró, con algunas interrupciones, hasta 2012. Durante ese periodo fue considerada la procesión oficial de Salamanca, de donde derivaba su título de General. Fue la mayor procesión de Semana Santa en la ciudad, que representaba la secuencia de la Pasión de Cristo con varios pasos. El ordinario del lugar buscó encauzar la religiosidad popular y eliminar los excesos barrocos, procurando una procesión larga, solemne y organizada. Desaparecen en este momento la mayoría de los elementos alegóricos. Para esta decisión imitó D. Antonio Tavira Almazán lo dispuesto por el Consejo de Castilla para Madrid en 1805, siguiendo los impulsos modernizadores y racionales de la Ilustración, contraria a la religiosidad popular.
Popularmente era conocida como la Procesión de los Catorce Pasos, a pesar de que nunca desfilaron con ese número. Se celebraba en la tarde noche del Viernes Santo, siendo organizada por la Cofradía de la Vera Cruz y la Junta de Cofradías de Salamanca desde 1942. Llegaron a desfilar un total de dieciséis pasos, nunca todos un mismo año, y hasta ocho cofradías, nunca de forma contemporánea.
Con la reforma de 1806 el Obispo Tavira redujo todas las procesiones de Semana Santa existentes en la ciudad a dos. La del Santo Entierro, el Viernes Santo, y la Procesión del Resucitado, el Domingo de Resurrección. A partir de ese momento la Congregación de Jesús Nazareno se integró en el Santo Entierro, hasta entonces había desfilado en la Procesión de Disciplina que organizaba el Jueves Santo la Vera Cruz. Se dejaron de sacar los pasos de Jesús con la cruz a cuestas y de la Virgen y San Juan, al estar integradas las imágenes en el paso del Calvario.
Al ser este el único desfile penitencial de la ciudad durante el siglo XIX hacía estación en las Escuelas Mayores de la Universidad, entrando en ella todos los pasos, excepto el del Cristo de los Doctrinos, siendo escoltados por doctores en su tránsito por el claustro universitario. A principios del siglo XX sólo entraba en la Universidad el paso del Santo Sepulcro, haciendo estación en la capilla universitaria.
A mediados del siglo XIX se integró también en la Procesión General la Congregación de Jesús Rescatado, siendo la referencia escrita más antigua una anotación en el libro de actas de la Vera Cruz permitiendo a los congregantes desfilar con hábito propio. En 1890 comenzó a desfilar en el Santo Entierro la Hermandad de Ntra. Sra. de la Soledad.

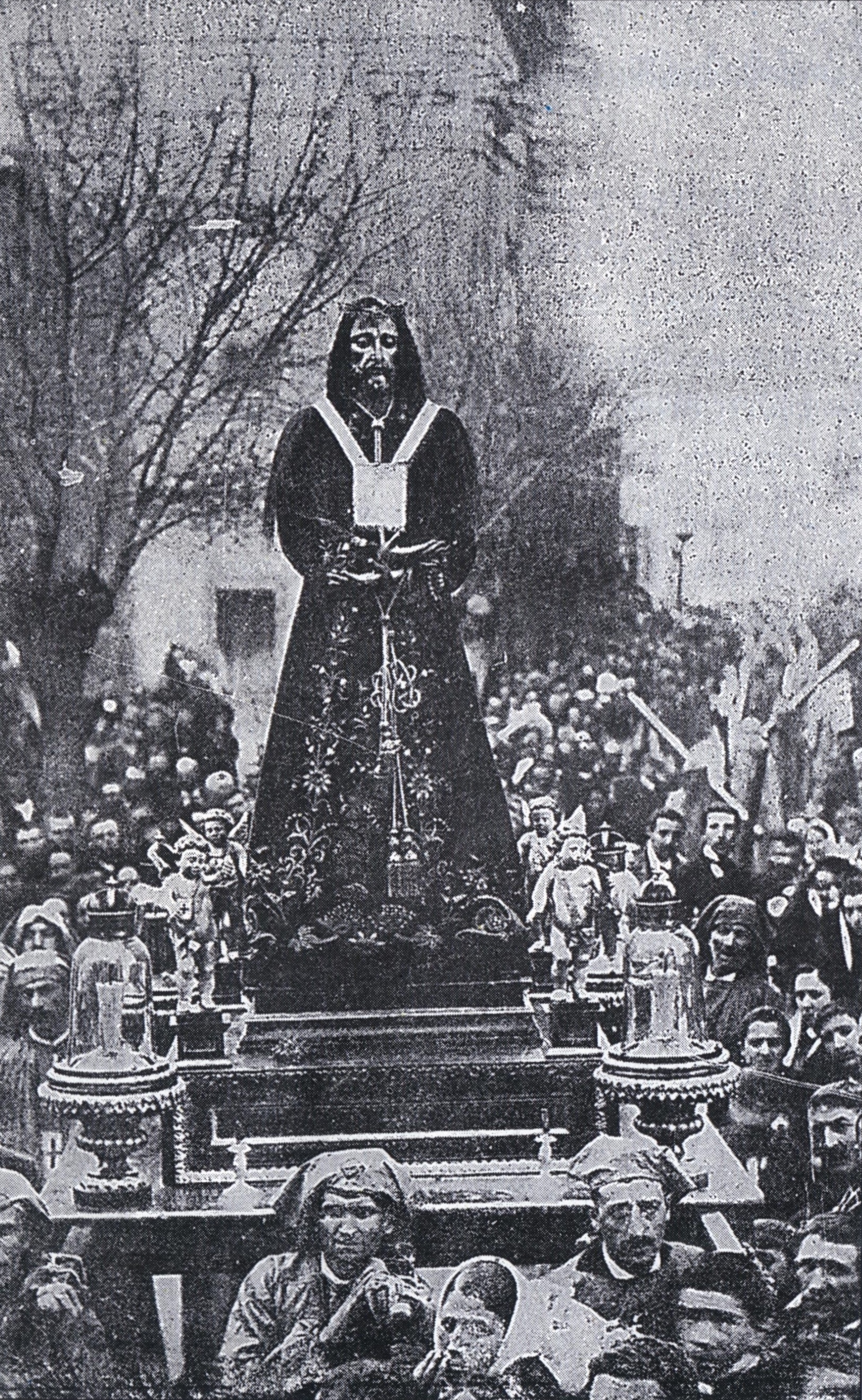
Jesús Rescatado en el Santo Entierro de 1898.
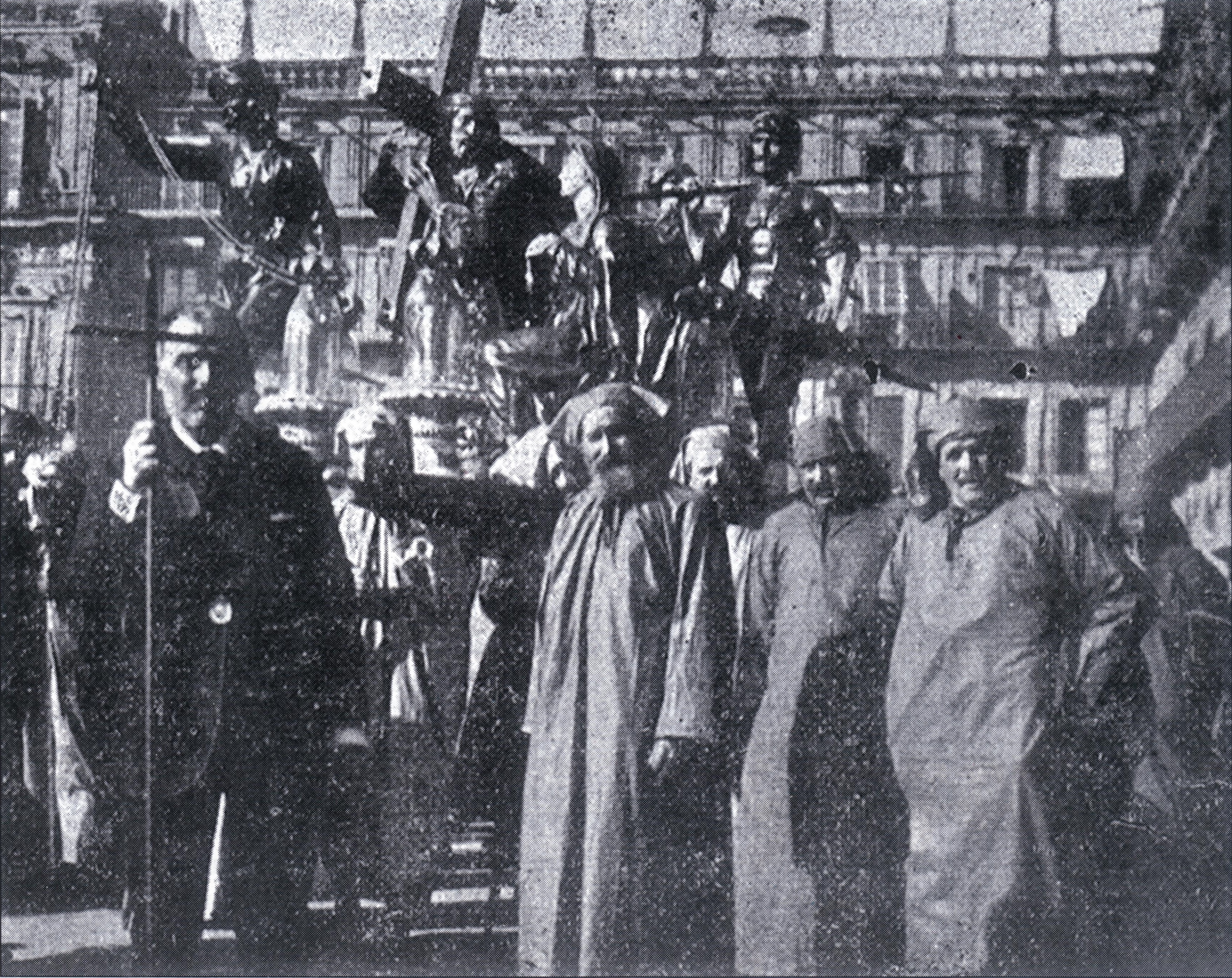
La Congregación del Nazareno en el Santo Entierro de 1898.
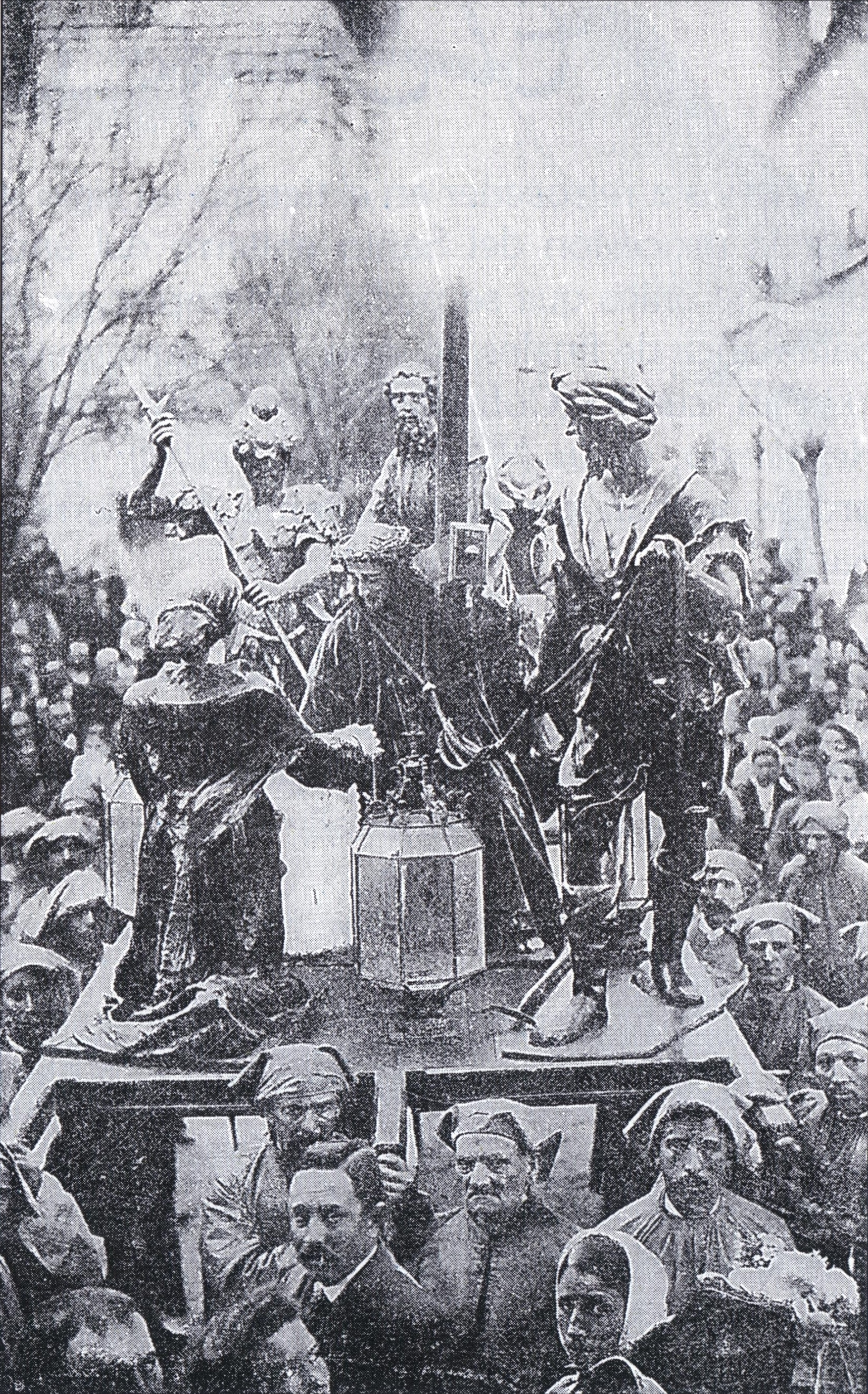
La Caída, de la Cofradía de la Vera Cruz, en el Santo Entierro de 1898.
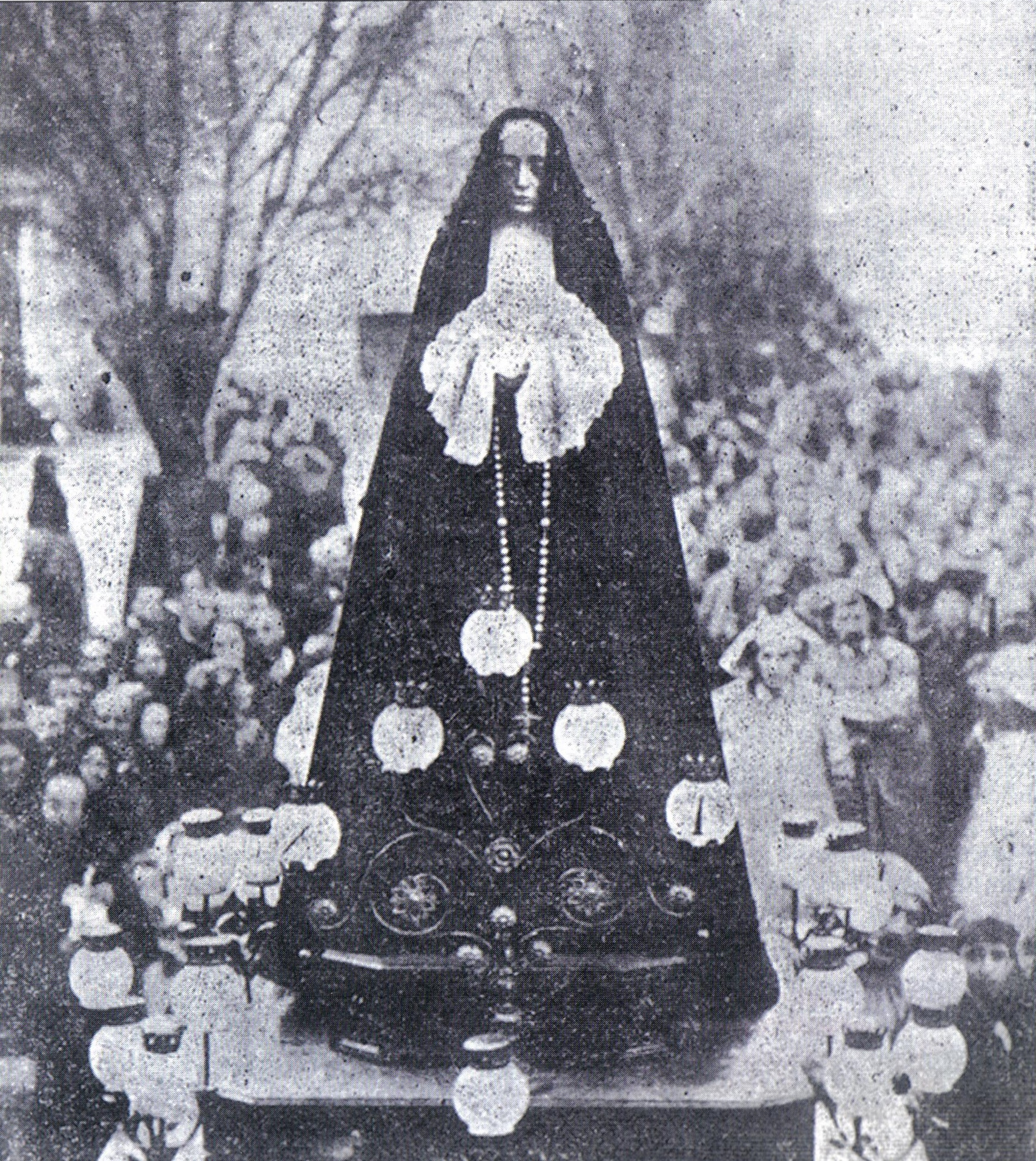
Paso de la Hermandad de la Soledad en el Santo Entierro de 1898.

#### La Procesión General en elsigloXX
Si durante el siglo XIX las cofradías obedecieron la disposición episcopal que obligaba a desfilar a todas juntas en la tarde del Viernes Santo, el siglo XX asistirá a la marcha de varias cofradías del desfile, y a varios intentos, infructuosos, de disolución.
En 1905 la Hermandad de la Soledad fue la primera en desfilar sin la tutela de la Vera Cruz, como han venido haciendo el resto de cofradías fundadas en el siglo XX, y abandonó el Santo Entierro saliendo en solitario en la noche del Viernes Santo.
En 1913 la Vera Cruz creó la sección de La Flagelación, formada por dependientes de comercio, incorporando al desfile la talla de Cristo recogiendo sus vestiduras de La Clerecía, conocida como Jesús Flagelado. Sus integrantes, vestidos con túnica y capirotes morados de terciopelo con una cruz blanca bordada y ceñida con un cíngulo amarillo, acompañaban a la imagen de Jesús Flagelado y al Nazareno de la Vera Cruz (Nazareno Chico) en la Procesión General.En 1913 y 1914 la procesión se dividió en dos días para paliar la falta de hermanos que portasen todos los pasos. El Jueves Santo desfilaron los pasos del Lignum Crucis, la Oración en el Huerto, los Azotes, Jesús Flagelado, la Caña y Jesús Rescatado. El Viernes Santo procesionaron los pasos de Jesús Nazareno de San Julián, la Caída, Cristo de los Doctrinos, Ntra. Sra. de las Angustias, Santo Sepulcro y la Dolorosa de la Vera Cruz.
En 1918 volvió a la procesión el Nazareno Chico, de la Vera Cruz, que llevaba sin desfilar desde 1806.
Debido a la inestabilidad política que vivió España en los años de la II República la procesión se suspendió entre 1932 y 1934.
En 1946 se disolvió el Santo Entierro procesionando la Vera Cruz en solitario la tarde del Viernes Santo a partir de las siete, mientras que las Congregaciones de Jesús Nazareno y Jesús Rescatado (la Cofradía del Huerto no se había fundado aún) lo hicieron de forma conjunta a las cinco.
En los años 1956 y 1957 las Cofradías de la Vera Cruz y de la Oración en el Huerto desfilaron en la tarde del Sábado Santo separadas de las Congregaciones.
También 1988 se disgregó la procesión desfilando primero las dos Congregaciones junto con la sección de La Coronación de espinas de la Hermandad del Cristo del Amor y de la Paz y más tarde las Cofradías de la Vera Cruz y la Oración en el Huerto.

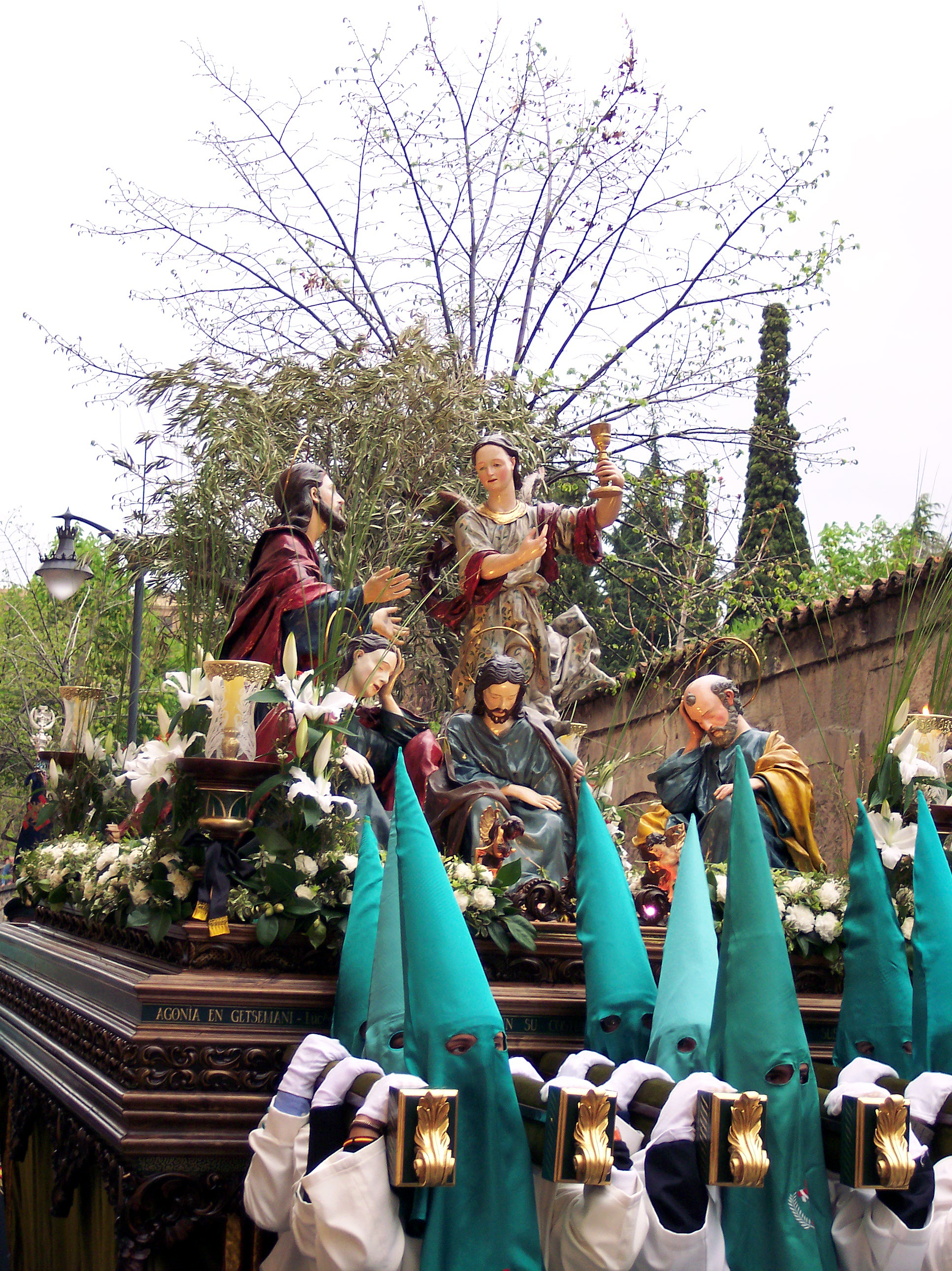
Paso de la Cofradía de la Oración en el Huerto.
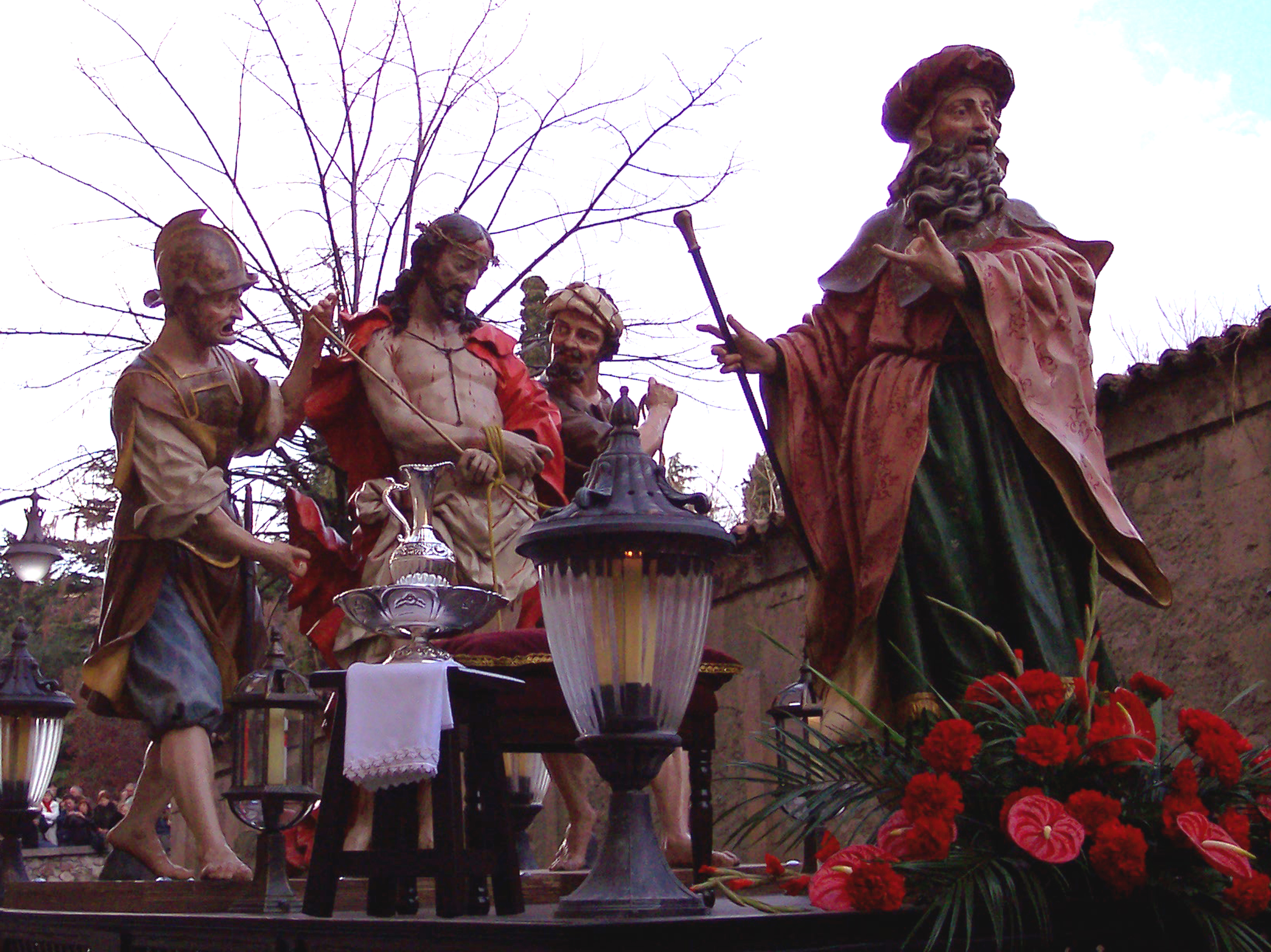
El Balcón de Pilato De la Vera Cruz.
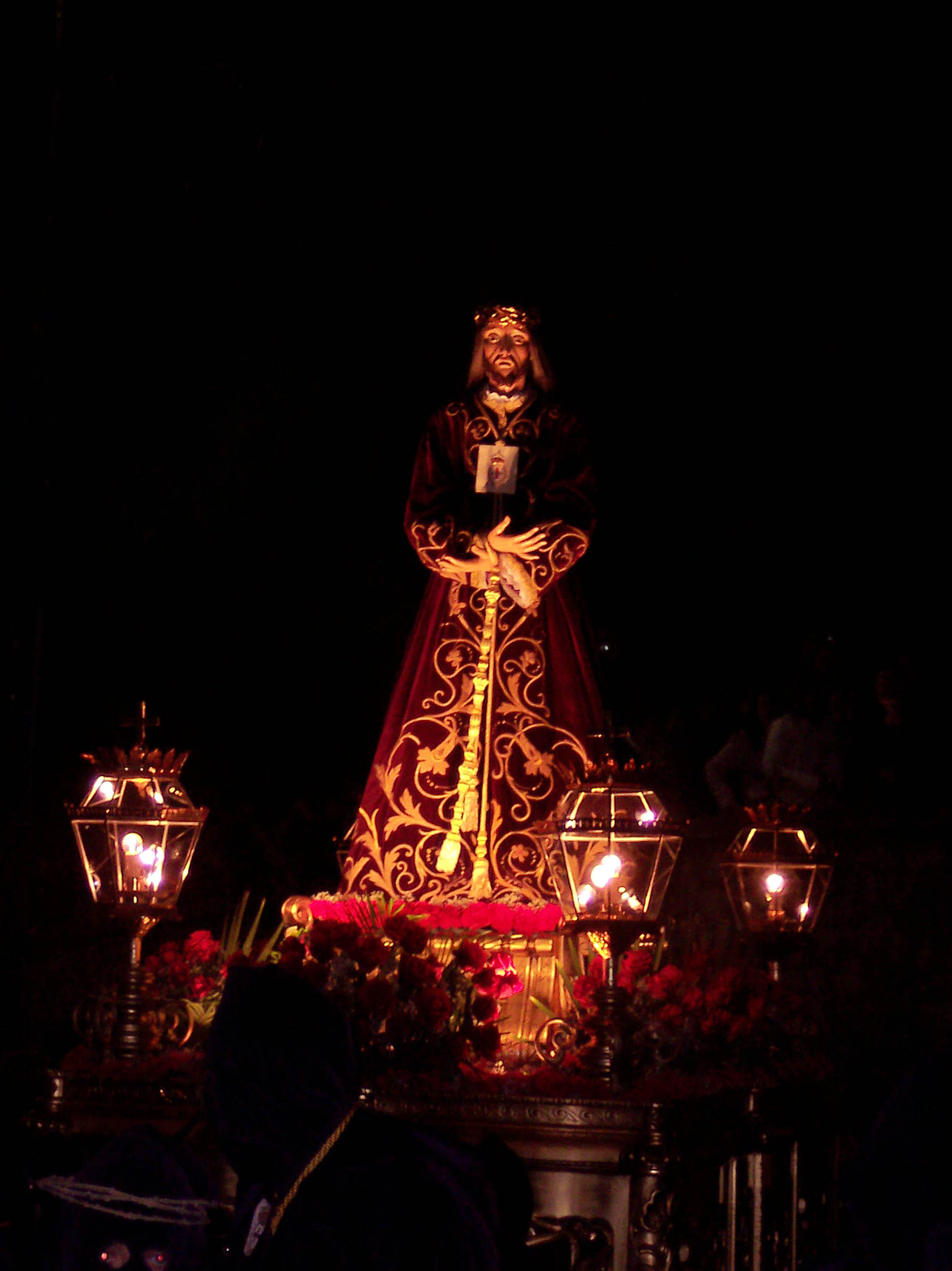
Paso de la Congregación de Jesús Rescatado.
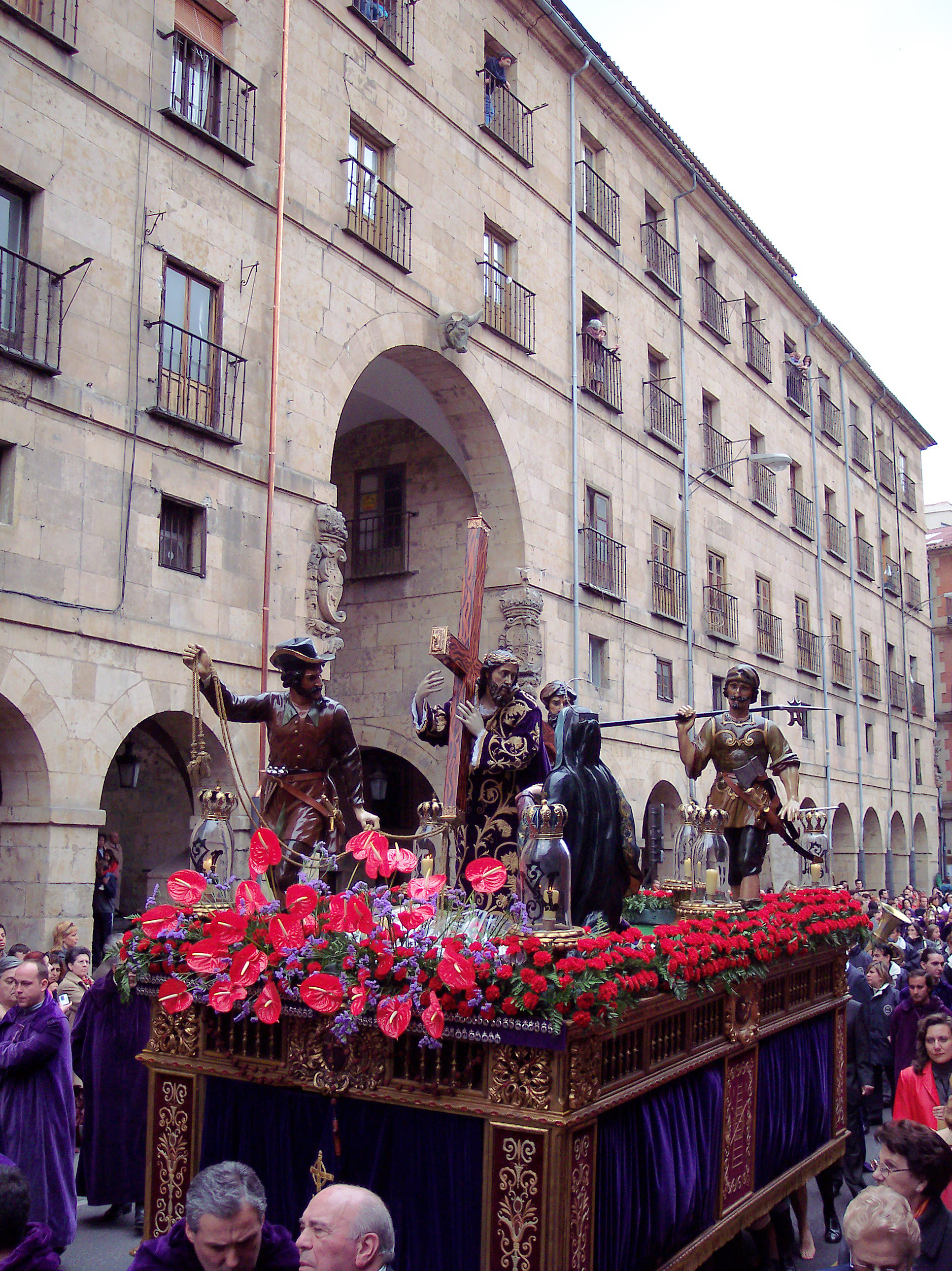
Paso del Encuentro, de la Congregación de Jesús Nazareno.

#### Disolución de la Procesión General
En 2006 la Cofradía de la Vera Cruz decidió en asamblea desfilar en solitario a partir del año siguiente, con lo que se disolvería la Procesión General. La idea para 2007 y los años sucesivos era salir de su ermita a primera hora de la tarde, como continuación a la celebración de los Santos Oficios, con sus siete pasos. La decisión generó una fuerte polémica en el seno de las cofradías salmantinas exponiendo la Junta de Semana Santa el caso ante el Obispado. El conflicto se resolvió mediante decreto episcopal, abogando por mantener la unidad del desfile de la tarde del Viernes Santo, a la vez que se reconoció a la Vera Cruz como anfitriona y organizadora, con la Junta de Cofradías, de este desfile así como de la de Resurrección y del Acto del Descendimiento. La Cofradía de la Vera Cruz acató la decisión de la autoridad eclesiástica, enviando a la Junta de Cofradías y al Obispado su propuesta para la reestructuración del Descendimiento y de la Procesión del Santo Entierro con el objeto de mejorar dichos actos en lo tocante a organización y solemnidad.
Ante los problemas de organización del desfile en la última década, acentuados por las incidencias meteorológicas, el pleno de la Junta de Cofradías decidió para 2013 organizar cuatro desfiles independientes compartiendo gran parte del tradicional recorrido común, que va desde la Plaza de las Agustinas hasta la Plaza Mayor, pasando por Compañía y la Rúa. Las cuatro procesiones resultantes de la disolución de la "Procesión General" adoptaron los nombres de sus respectivas cofradías organizadoras, excepto la Vera Cruz, que retomó el nombre original de Procesión del Santo Entierro. Los pasos del Viernes Santo por tanto ya no salen en orden cronológico estricto.
En 2014 se pretendía implantar el modelo definitivo para la organización del Santo Entierro tras el estudio de las distintas alternativas por la Junta y las cofradías implicadas. La Junta de Semana Santa realizó una propuesta a las cuatro cofradías que integraban la Procesión General, con los objetivos de agilizar la tarde del Viernes Santo y adecuar la salida de los desfiles a un guion más litúrgico. Así propuso que la Cofradía de la Oración en el Huerto trasladase su desfile a la noche del Jueves Santo, cerrando la jornada; la Congregación de Jesús Nazareno desfilaría la mañana del Viernes Santo; la Vera Cruz celebraría el Acto del Descendimiento en la tarde del Viernes Santo, que tendría su continuación en la Procesión del Santo Entierro con los siete pasos de la cofradía; para la Congregación del Rescatado se propuso mantener la salida en la tarde del Viernes Santo, con un itinerario totalmente distinto al de la Vera Cruz. Estas propuestas fueron estudiadas por las cofradías afectadas, al ser sus órganos de gobierno quienes tenían potestad para modificar los horarios e itinerarios de sus desfiles.
La Cofradía de la Vera Cruz fue la primera en tratar los cambios propuestos por la Junta de Cofradías. El 26 de octubre de 2013 aprobó en Junta General Extraordinaria el traslado de la celebración del Acto del Descendimiento a la tarde del Viernes Santo para continuarse con la Procesión del Santo Entierro, recuperando la estructura que tenía en su fundación en 1615. Por su parte el Rescatado aprobó modificar su itinerario para la tarde de Viernes Santo. y Nazareno y Huerto rechazaron la propuesta de la Junta de Cofradías, manteniendo finalmente sus desfiles en la tarde del Viernes Santo.

#### Pasos y cofradías que participaron en la Procesión General
Esta es la relación completa de los pasos que han figurado en Procesión General a lo largo de las aproximadamente doscientas ediciones que se han celebrado. No todos lo han hecho durante todo el tiempo, habiendo sufrido modificaciones la planta procesional en este sentido a lo largo de la historia.
- Oración de Jesús en el Huerto de los Olivos – Cofradía de la Oración en el Huerto de los Olivos de 1806 a 2012.
- La Flagelación del Salvador (también conocido como Los Azotes o Culo Colorao) - Cofradía de la Vera Cruz de 1806 a 2012.
- Jesús Flagelado - Hermandad de Nuestro Padre Jesús Flagelado de 1913 a 1966.
- La Coronación de Espinas - Hermandad del Cristo del Amor y de la Paz de 1984 a 1995.
- El Balcón de Pilatos (también llamado Ecce Homo, La Caña o Boca Ratonera) - Cofradía de la Vera Cruz de 1806 a 1997 y de 2006 a 2012.
- Jesús Rescatado - Congregación de Jesús Rescatado y Nuestra Señora de las Angustias de 1860 a 2012.
- Jesús en la Calle de la Amargura (también conocido como Jesús Nazareno o el Paso de San Julián) -  Congregación de Jesús Nazareno y el Santo Entierro de 1806 a 2012.
- Jesús con la Cruz a cuestas (también llamado Nazareno Chico) - Cofradía de la Vera Cruz de 1918 a 2012.
- La Caída - Cofradía de la Vera Cruz de 1806 a 2012.
- El Calvario - Cofradía de la Vera Cruz de 1806 a 1981 y de 1984 a 2012.
- Jesús de la Promesa - Hermandad Dominicana de 1981 a 1983.
- Ntra. Sra. de las Angustias - Congregación de Jesús Rescatado y Nuestra Señora de las Angustias de 1875 a 2012.
- Santo Entierro - Congregación de Jesús Nazareno y el Santo Entierro de 1943 a 2012.
- Dolorosa de la Vera Cruz - Cofradía de la Vera Cruz de 1806 a 2012.
- Santo Sepulcro - Cofradía de la Vera Cruz de 1806 a 2012.
- Virgen de la Soledad - Hermandad de N. S. de la Soledad de 1890 a 1905.

Así hasta 1905 desfilaba en el Santo Entierro la Hermandad de Ntra. Sra. de la Soledad con su imagen titular, fue la primera Cofradía en desfilar fuera de la Procesión General.
También desfilaba la imagen de Jesús Flagelado, desde 1913 dentro del Grupo de la Flagelación de la Vera Cruz y desde 1948 con su propia cofradía, la Hermandad de N. P. Jesús Flagelado. En 1966 desfiló por última vez en la Procesión General, ya que desde el año siguiente su salida penitencial tiene lugar en la noche del Miércoles Santo.
Entre 1981 y 1983 el paso del Calvario no desfiló debido al mal estado de conservación del Cristo de los Doctrinos. En sustitución de este paso procesionó N. P. Jesús de la Promesa, con la Hermandad Dominicana, durante los tres años, para así completar el relato de la Pasión con un crucificado.
Entre 1984 y 1994 la Hermandad del Cristo del Amor y de la Paz participó en la procesión con el paso de La Coronación de espinas, cedido por la Cofradía del Dulce Nombre de Jesús Nazareno de León. Al separarse la cofradía de la Junta de Semana Santa en 1995 dejó de desfilar en la Procesión General. Cuando se reincorporó, diez años después, el paso había vuelto a León por llevar varios años sin procesionar.

### El Santo Entierro en la actualidad (2013-?)

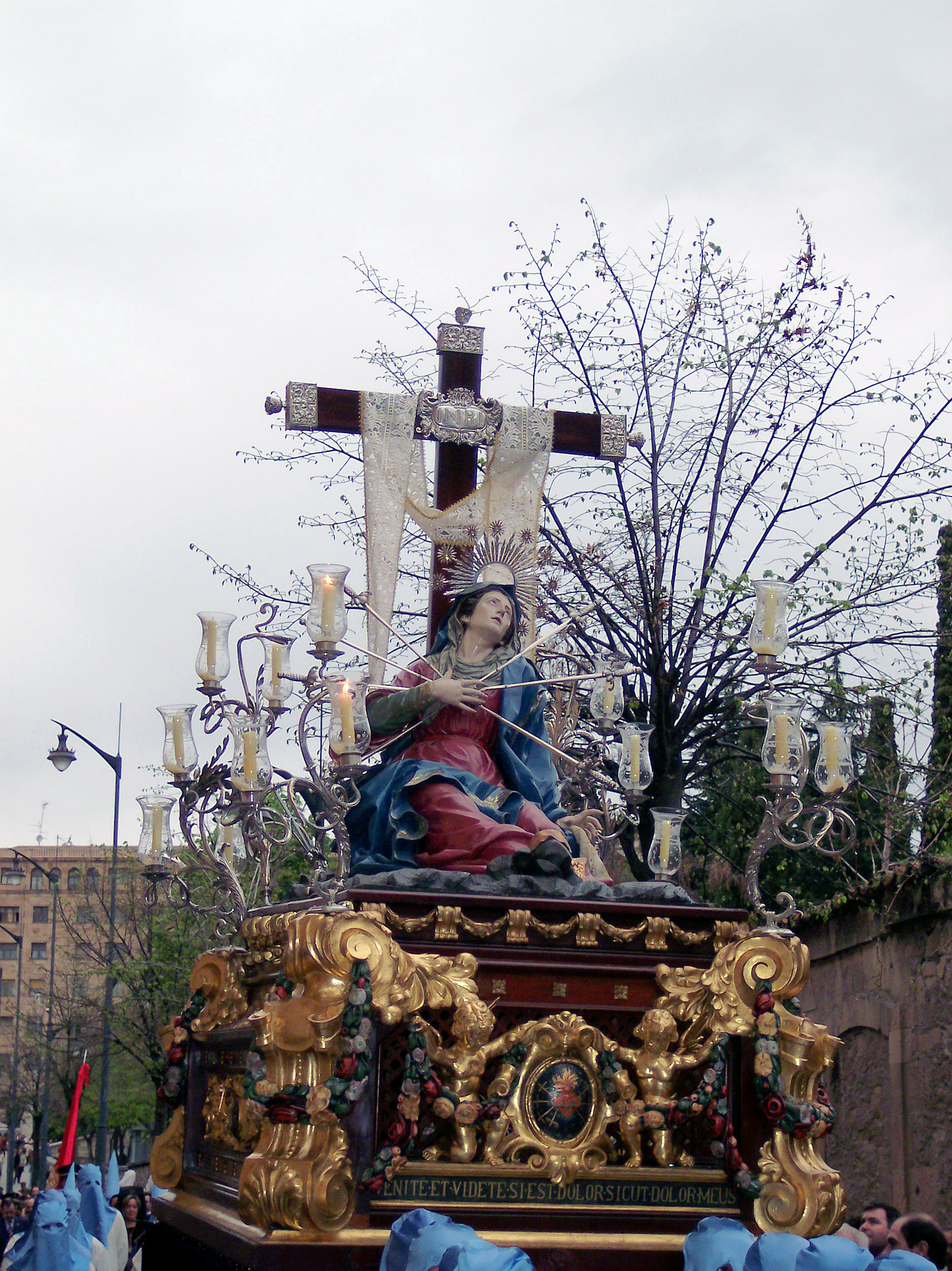
La Dolorosa de la Vera Cruz el Viernes Santo

La Procesión del Santo Entierro, tras el largo proceso de disolución de la Procesión General, vuelve a ser organizada por la Cofradía de la Vera Cruz aportando los siete pasos que ya sacaba en la general. Mantiene en lo esencial los elementos que impulsaron su instauración en 1615 y las razones por las que fue procesión general desde 1806, que son portar la imagen de Cristo Nuestro Bien, que al inicio de la procesión ha sido descendido de la Cruz en el Acto del Descendimiento, en el paso del Santo Sepulcro, como conmemoración del Entierro de Cristo.
Participan siete pasos, de los cuales cinco lo hacen cargados a hombros y dos portados a ruedas:
- La Flagelación del Salvador, obra documentada de Alejandro Carnicero, 1724.
- El Balcón de Pilatos, obra atribuida a Alejandro Carnicero o a Juan Alonso Villabrille y Ron, siglo XVIII.[12]
- Jesús Nazareno, obra anónima de finales del siglo XVII, atribuida a Juan Alonso Villabrille y Ron.[12]
- La Caída, obra de González Macías de 1947
- El Calvario, conjunto heterogéneo en el que destaca el Cristo de los Doctrinos, anónimo del siglo XVIII
- La Dolorosa, imagen de Felipe del Corral, hacia 1714.
- Santo Sepulcro - Cristo Nuestro bien, Anónimo - 1615 obra de Pedro Hernández.

La procesión realiza el recorrido tradicional, que se denominaba "recorrido conjunto" para la procesión general: Vera Cruz, Domínguez Berrueta, Ramón y Cajal, Agustinas, Monterrey, Compañía, Rúa Antigua, Libreros, Calderón de la Barca, Pla y Deniel, Rúa Mayor, Plaza Mayor, Prior, Bordadores, Úrsulas y Vera Cruz. En 2022 se acordó establecer un recorrido conjunto para las cuatro procesiones de la tarde del Viernes Santo, en un intento de evitar las esperas en los cruces de los distintos itinerarios. Se estableció que la Procesión del Santo Entierro sería la primera en acceder al recorrido que se inicia junto a la Catedral en las plazas de Juan XXIII y Anaya para continuar por la Rúa Mayor. El Viernes Santo de 2015, año en que se cumplían cuatrocientos años de la institución de la procesión del Santo Entierro, la Vera Cruz volvió a hacer estación en la capilla universitaria, aunque sólo con el paso del Santo Sepulcro. La entrada del Sepulcro en el edificio histórico de la Universidad se repitió en 2018, con motivo del VIII centenario del Estudio Salmantino, y 2022 por el IV centenario de la talla de la Inmaculada de la Vera Cruz. En 2025 se volvió a autorizar la entrada del Sepulcro en la capilla universitaria, sin motivo de la celebración de ninguna efeméride, sino para mantener la tradición iniciada en 1617.
Los hermanos visten hábito blanco de lana con el escudo bordado en hilo, capa azul de lana y capirote de raso azul. Portan cruces de mano negra. El Santo Sepulcro es acompañado por el palio de respeto, portado por seminaristas menores. La procesión es presidida por el Sr. Obispo de la diócesis.

## Cultura Popular

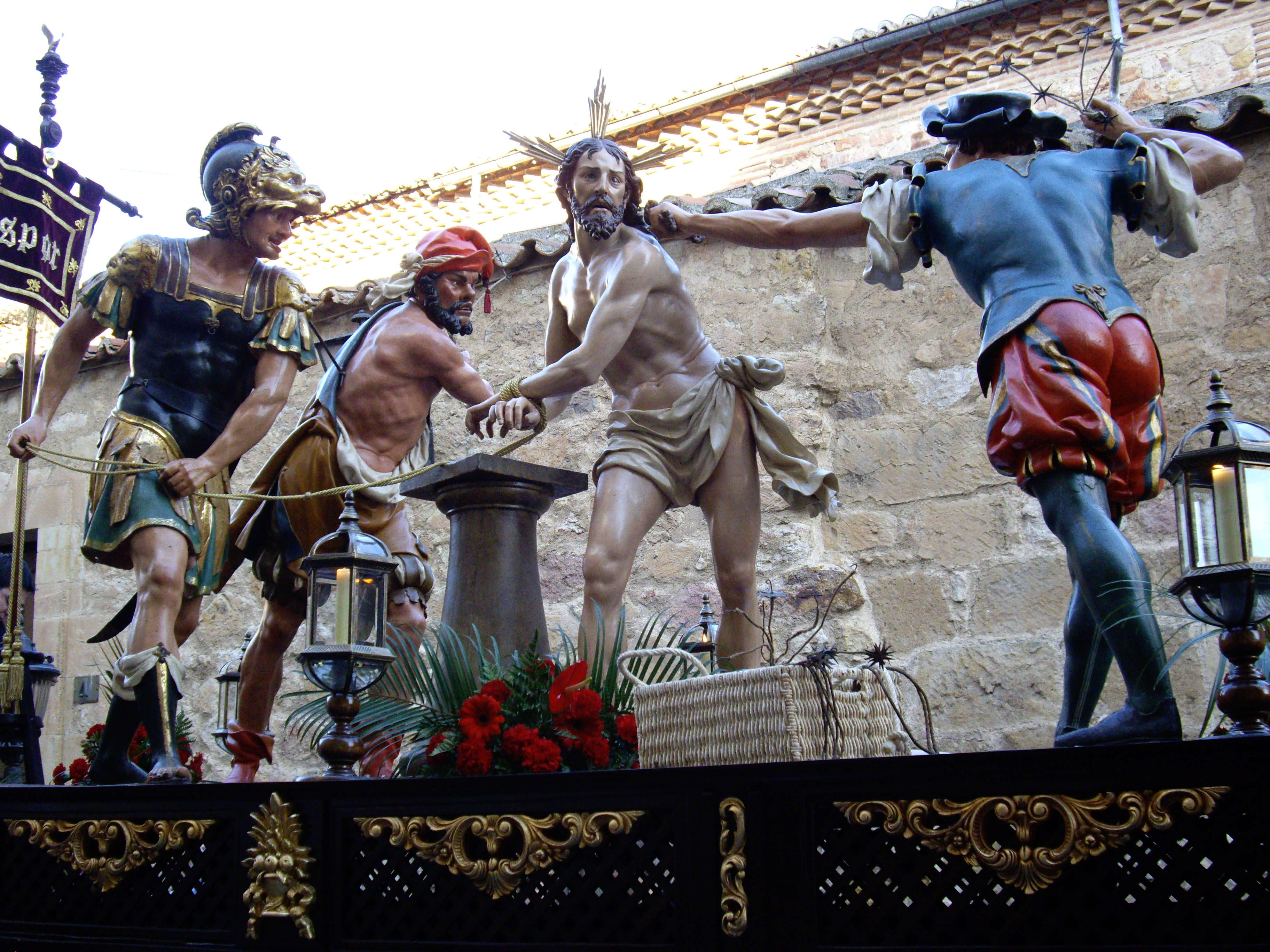
La Flagelación del Salvador, también conocido como "Culo Colorao"

La honda tradición de este desfile entre los salmantinos se pone de manifiesto a través de diversos dichos, expresiones, refranes locales y hasta motes. Francisco Javier Blázquez en su obra Semana Santa de Salamanca: Guía ilustrada aclara el origen del refrán "Los jóvenes a los azotes, los viejos al Sepulcro" en referencia a que los Doctores Universitarios más jóvenes acompañaban a la Flagelación, mientras que los más venerables iban con el paso titular de la procesión. De igual modo, la expresión "Se revuelven los judíos" en referencia al tiempo desapacible entre Jueves y Viernes Santo, tiene la doble lectura de la culpabilidad del pueblo hebreo en el Proceso de Cristo pero también a que los cofrades armaban los pasos en esa jornada, "revolviendo" las imágenes, esto es, moviéndolas de su emplazamiento durante el resto del año. En cuanto a los motes, los dos pasos más populares de Salamanca durante sigos, La Flagelación y el Balcón de Pilatos, son conocidos con el sobrenombre sabroso de Culo Colorao el primero, por las calzas encarnadas que viste el sayón que tira del pelo de Cristo y Bocarratonera el segundo de los pasos por la dentadura miserable que muestra unos de los sayones que empuja a Cristo.